# Mina (énekes)
Mina (Mina Anna Maria Mazzini művészneve) (Busto Arsizio, 1940. március 25. –) olasz énekesnő, műsorvezető, producer. Az olaszországi könnyűzene egyik legjelentősebb női előadója volt a 20. század második felében; 2006 óta svájci állampolgár. Az 1950-es évek végén induló karrierje alatt mintegy 1500 dalt énekelt, eladott lemezeinek példányszáma együttesen eléri a 150 milliót. Olyan hírességekkel voltak közös produkciói, mint Frank Sinatra, Louis Armstrong, Michael Jackson, Liza Minnelli, Barbra Streisand és Céline Dion. Bár a koncertezéstől 1978-ban visszavonult, a lemezkiadással nem hagyott fel, még hetvenéves korán túl sem.
Énekesként többek között a három oktávot átívelő hangterjedelmének köszönhette elismertségét, illetve annak, hogy több szempontból is új színt hozott az olasz könnyűzenei életbe. Ő volt az ország első női rock and roll énekese, és ő lett az 1960-as évek női egyenjogúsági mozgalmainak egyik vezéralakja is. Előadásmódjára az volt jellemző, hogy ötvözte a különféle modern zenei stílusokat a hagyományos olasz dalok előadásmódjával és a szvingzene jellegzetességeivel, mindez pedig az olasz könnyűzenei élet egyik legsokoldalúbb popzenei előadójává tette. Az 1960-as és '70-es években 15 éven keresztül uralta az olasz slágerlistákat, ez idő alatt Olaszországban utolérhetetlen sikerekre tett szert, de igen népszerű volt többek között az NSZK-ban és Japánban is.

## Élete

### Olaszország

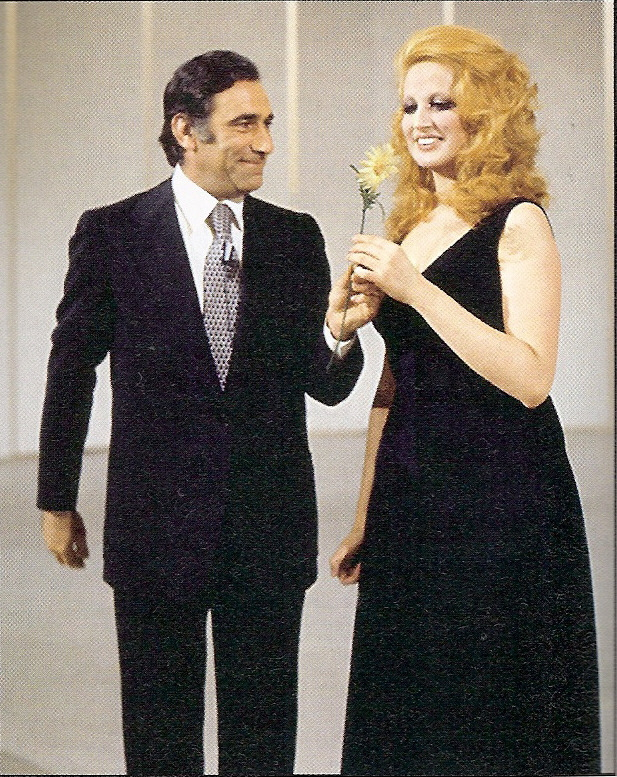
Alberto Lupóval, Teatro 10, 1972

1958-ban részt vett a La Bussola klubban, Marina di Pietrasantában egy slágerversenyen, és megnyerte az első díjat az Un’anima tra le mani című dallal. Sergio Bernardini lokáltulajdonos, showman volt a felfedezője. Egy évvel később mutatta be először a televízióban: Nessuno  című dalát az Il musichiere show-ban. 1960–61-ben È vero, Non sei felice, Io amo tu ami és Le mille bolle blu című  dalaival részt vett a Sanremói Dalfesztiválon.
Televíziós karrierje 1963-ban szenvedett törést, amikor nyilvánosságra került viszonya a még házas színésszel, Corrado Panival, s emiatt a RAI-nál bojkottálták. A nézők nyomására ezt a cenzúrát két évvel később feloldották. Az 1960-as és 1970-es években nőtt a népszerűségeː ő lett hazájában az egyik leghíresebb énekesnő. Külföldön is ismertté vált és francia, spanyol, török, német és japán nyelven énekelt. 1959 és 1969 között összesen 13 filmben szerepelt. Utolsó előadása 1974-ben az olasz televízióban a hatrészes Milleluci, amelyet Raffaella Carràval vezetett, amikor a ráadásprogramban az Ancora, ancora, ancora számot énekelte. Tíz év elteltével, 1978-ban visszatért a La Bussola klubba egy fellépésre. Ebből a koncertből megjelent egy album: Mina Live '78 címmel, ez volt az első élő nagylemeze.
A hatvanas évek vége óta Mina nagyon visszavonultan, a svájci Luganóban él. 1989-ben svájci állampolgár lett. 2006. január 10-én feleségül vette Eugenio Quaini kardiológus, akivel korábban 25 évig együtt élt. Még mindig sztár Olaszországban. Majdnem minden évben kiad egy új albumot; közülük kettőnek a producere Adriano Celentano volt. A televíziós műsorok hozzájárultak mítoszához, bár 1978 óta nem jelent meg nyilvánosan. Silvio Berlusconi egyszer felkérte, hogy lépjen fel egyik tévéjében, de ő nem vállalta. 2010 körül Mina újságokba és magazinokba, például a La Stampába és a Vanity Fairbe írt cikket.
Fia, Massimiliano Pani az 1963. április 18-án Milánóban született zenész, producer és szerző.

### Németország
Németországban megjelent 1962 márciusában Mina első német nyelvű kislemeze 24793-as katalógusszámon, a Polydornál. A dalok sikeres szerzői Werner Scharfenberger és Kurt Feltz voltak. Az A-oldal címe Heißer Sand (Forró homok), amely hamarosan sláger lett, s a Musikmarkt német zenei magazin slágerlistáján két hónapig tartotta az első helyet. 700 000 példányt adtak el belőle Németországban. Mina olaszul (Sì lo so), franciául (Notre étoile) és spanyolul (Un desierto) is felvette a dalt, így 1,3 millió példányt értékesített világszerte. 1964-ig a Polydor tizenkét német nyelvű kislemezt adott ki vele. A Heißer Sand mellett hat másik dal is szerepelt a Musikmarktban, de nem került velük a 10 legjobb közé.

## Hazai sikerei
- Il cielo in una stanza (1960), szerző Gino Paoli, zenekarvezető Tony De Vita
- Tintarella di Luna (1960), szerzői Franco Migliacci és Bruno De Filippi, zenekarvezető ua.
- E se domani (1964), szerzői Giorgio Calabrese és Carlo Alberto Rossi, zenekarvezető Augusto Martelli
- La voce del silenzio (1968), szerzői Paolo Limiti és Elio Isola, zenekarvezető ua.
- Parole parole (1972), Alberto Lupo oldalán, szerzői Leo Chiosso és Gianni Ferrio, zenekarvezető Gianni Ferrio
- Se telefonando (1966), szerzői Maurizio Costanzo és Ennio Morricone, utóbbi zenekarvezető is
- Insieme (1970), szerzői Mogol és Lucio Battisti, zenekarvezető Detto Mariano
- Io e te da soli (1970), szerzői Mogol és Lucio Battisti, zenekarvezető Gian Piero Reverberi
- Amor mio (1971), szerzői Mogol és Lucio Battisti, zenekarvezető ua.
- Grande grande grande (1972), szerzői Alberto Testa és Tony Renis, zenekarvezető Pino Presti
- E poi (1973), szerzői A. Lo Vecchio és Shel Shapiro, zenekarvezető ua.
- Non gioco più (1974), szerzői Roberto Lerici és Gianni Ferrio, utóbbi zenekarvezető is
- L'importante è finire (1975), szerzői Cristiano Malgioglio és Alberto Anelli, zenekarvezető Pino Presti

## Diszkográfia
- Tintarella di luna (1960)
- Il cielo in una stanza (1960)
- Due note (1961)
- Moliendo café (1962)
- Renato (1962)
- Stessa spiaggia, stesso mare (1963)
- 20 successi di Mina (1964)
- Mina (1964)
- Mina Nº 7 (1964)
- Studio Uno (1965)
- Mina interpretata da Mina (1965)
- Mina & Gaber: un'ora con loro (1965)
- Mina canta Napoli (1966)
- Studio Uno 66 (1966)
- Mina 2 (1966)
- Sabato sera – Studio Uno '67 (1967)
- 4 anni di successi (1967)
- Dedicato a mio padre (1967)
- Mina alla Bussola dal vivo (1968)
- Le più belle canzoni italiane interpretate da Mina (1968)
- Canzonissima '68 (1968)
- I discorsi (1969)
- Mina for You (1969)
- Incontro con Mina (1969)
- …bugiardo più che mai…più incosciente che mai… (1969)
- Mina canta o Brasil (1970)
- …quando tu mi spiavi in cima a un batticuore… (1970)
- Del mio meglio (1971)
- Mina (1971)
- Cinquemilaquarantatre (1972)
- Dalla Bussola (1972)
- Altro (1972)
- Del mio meglio n. 2 (1973)
- Frutta e verdura (1973)
- Amanti di valore (1973)
- Evergreens (1974)
- Mina® (1974)
- Baby Gate (1974)
- Del mio meglio n. 3 (1975)
- La Mina (1975)
- Minacantalucio (1975)
- Singolare (1976)
- Plurale (1976)
- Del mio meglio n. 4 (1977)
- Mina quasi Jannacci (1977)
- Mina con bignè (1977)
- Di tanto in tanto (1978)
- Mina Live '78 (1978)
- Del mio meglio n. 5 (1979)
- Attila (1979)
- Kyrie (1980)
- Del mio meglio n. 6 Live (1981)
- Salomè (1981)
- Italiana (1982)
- Del mio meglio n. 7 (1983)
- Mina 25 (1983)
- Catene (1984)
- Del mio meglio n. 8 (1985)
- Finalmente ho conosciuto il conte Dracula… (1985)
- Sì, buana (1986)
- Del mio meglio n. 9 (1987)
- Rane supreme (1987)
- Oggi ti amo di più (1988)
- Ridi pagliaccio (1988)
- Uiallalla (1989)
- Ti conosco mascherina (1990)
- Caterpillar (1991)
- Sorelle Lumière (1992)
- Mina canta i Beatles (1993)
- Lochness (1993)
- Mazzini canta Battisti (1994)
- Canarino mannaro (1994)
- Pappa di latte (1995)
- Canzoni d'autore (1996)
- Cremona (1996)
- Napoli (1996)
- Minantologia (1997)
- Leggera (1997)
- Mina Gold (1998)
- Mina Sanremo (1998)
- Mina Celentano (1998)
- Mina Studio Collection (1998)
- Mina Gold 2 (1999)
- Olio (1999)
- Mina n° 0 (1999)
- Mina per Wind (2000)
- Mina Love Collection (2000)
- Dalla terra (2000)
- Colección latina (2001)
- Sconcerto (2001)
- Veleno (2002)
- In duo (2003)
- Napoli secondo estratto (2003)
- Napoli primo, secondo e terzo estratto (2003)
- The Platinum Collection (2004)
- Una Mina d'amore (2004)
- Bula Bula (2005)
- L'allieva (2005)
- Platinum Collection 2 (2006)
- Ti amo... (2006)
- Bau (2006)
- Todavía (2007)
- Sulla tua bocca lo dirò (2009)
- Riassunti d'amore - Mina straniera (2009)
- Riassunti d'amore - Mina con archi (2009)
- Riassunti d'amore - La calma (2009)
- Riassunti d'amore - Per quando ti amo (2009)
- Riassunti d'amore - Mina Cover (2009)
- Facile (2009)
- Caramella (2010)
- Piccola Strenna (2010)
- Piccolino (2011)
- 12 (American Song Book) (2012)
- Christmas Song Book (2013)
- Selfie (2014)

## Filmográfia
- 1959: Urlatori alla sbarra
- 1960: Sanremo, la grande sfida
- 1960: Madri pericolose
- 1960: Juke box, urli d'amore
- 1960: Teddy Boys della canzone italiana
- 1961: Appuntamento a Ischia
- 1961: Mina … fuori la guardia
- 1961: Io bacio … tu baci
- 1962: Szex, zene és meleg éjszakák (Universo di notte)
- 1962: Appuntamento a Riviera
- 1963: Die lustigen Vagabunden
- 1963: Canzoni nel mondo
- 1969: Per amore … a magia által

## VHS/DVD
- 2001 – Mina in studio
- 2003 – Mina alla Bussola live '72
- 2003 – Mina nei caroselli Barilla
- 2008 – Mina gli anni Rai (10 db DVD)
- 2013 – InDVDbile
- 2014 – I miei preferiti (Gli anni Rai) (DVD és CD)

## Televíziós varietékben
- Studio Uno (Programma Nazionale, 1961-1962, 1965, 1966)
- Sabato sera (Programma Nazionale, 1967)
- Senza rete (Programma Nazionale, 1968, 1969, 1970)
- Canzonissima (Programma Nazionale, 1968)
- Teatro 10 (Programma Nazionale, 1972)
- Milleluci (Programma Nazionale, 1974)

## Rádióvarietékben
- Gran Gala, Marcello De Martino zenekarával, rendezte  Riccardo Mantoni (1960)
- Pomeriggio con Mina, a zenének ajánlott vasárnap délután Minával, Giorgio Calabrese-produkció (1967)

## Filmográfia

### Film
- Juke box – Urli d'amore, rendezte Mauro Morassi (1959)
- I Teddy boys della canzone, rendezte Domenico Paolella (1960)
- Sanremo – La grande sfida, rendezte Pietro Vivarelli (1960)
- Appuntamento a Ischia (1960)
- Madri pericolose (1960)
- Urlatori alla sbarra (1960)
- Mina… fuori la guardia (1961)
- Io bacio… tu baci (1961)
- Universo di notte (1962)
- Das haben die Mädchen gern (1962)
- Appuntamento in Riviera (1962)
- Canzoni nel mondo (1963)
- Per amore… per magia… (1967)

#### Szinkronhangja
Luisella Viscont Mina beszédhangja az Io bacio… tu baci, Appuntamento in Riviera és a Mina… fuori la guardia filmekben.

### Televízió
- 1964 – Silvester Show
- 1967 – Totò Ye Ye
- 1968 – Non cantare, spara

## Videóklipjei
- 1996 – Volami nel cuore
- 1998 – Che t'aggia dì
- 2007 – Alibi
- 2009 – Adesso è facile
- 2011 – Questa canzone

## VHS/DVD
- 2001 – Mina in studio
- 2003 – Mina alla Bussola live '72
- 2003 – Mina nei caroselli Barilla
- 2008 – Mina gli anni Rai (10 DVD-ből álló csomag)
- 2013 – InDVDbile
- 2014 – I miei preferiti (Gli anni Rai) (DVD és CD)

## Televíziós varietékben
- Studio Uno (Programma Nazionale, 1961-1962, 1965, 1966)
- Sabato sera (Programma Nazionale, 1967)
- Senza rete (Programma Nazionale, 1968, 1969, 1970)
- Canzonissima (Programma Nazionale, 1968)
- Teatro 10 (Programma Nazionale, 1972)
- Milleluci (Programma Nazionale, 1974)

## Rádióvarietékben
- Gran Gala, varietépanoráma, Mina prezentációja, Marcello De Martino zenekarával, rendezte Riccardo Mantoni (1960)
- Pomeriggio con Mina, a zenének ajánlott vasárnap délután, Giorgio Calabrese gondozásában (1967)

## Filmográfia

### Film
- Juke box – Urli d'amore, regia di Mauro Morassi (1959)
- I Teddy boys della canzone, regia di Domenico Paolella (1960)
- Sanremo – La grande sfida, regia di Pietro Vivarelli (1960)
- Appuntamento a Ischia (1960)
- Madri pericolose (1960)
- Urlatori alla sbarra (1960)
- Mina… fuori la guardia (1961)
- Io bacio… tu baci (1961)
- Universo di notte (1962)
- Das haben die Mädchen gern (1962)
- Appuntamento in Riviera (1962)
- Canzoni nel mondo (1963)
- Per amore… per magia… (1967)

#### Szinkronhangja
Beszédhangját Luisella Visconti kölcsönözte az Io bacio… tu baci, Appuntamento in Riviera és Mina… fuori la guardia filmekben.

### Televízió
- 1964 – Silvester Show
- 1967 – Totò Ye Ye
- 1968 – Non cantare, spara

## Videóklipjei
- 1996 – Volami nel cuore
- 1998 – Che t’aggia dì
- 2007 – Alibi
- 2009 – Adesso è facile
- 2011 – Questa canzone

## Fordítás
- Ez a szócikk részben vagy egészben  a   Mina (italienische Sängerin) című német Wikipédia-szócikk ezen változatának fordításán alapul.  Az eredeti cikk szerkesztőit annak laptörténete sorolja fel. Ez a jelzés csupán a megfogalmazás eredetét és a szerzői jogokat jelzi, nem szolgál a cikkben szereplő információk forrásmegjelöléseként.
- Ez a szócikk részben vagy egészben  a   Mina (cantante) című olasz Wikipédia-szócikk ezen változatának fordításán alapul.  Az eredeti cikk szerkesztőit annak laptörténete sorolja fel. Ez a jelzés csupán a megfogalmazás eredetét és a szerzői jogokat jelzi, nem szolgál a cikkben szereplő információk forrásmegjelöléseként.